# Bismarckvisslare
Bismarckvisslare (Pachycephala citreogaster) är en fågel i familjen visslare inom ordningen tättingar.

## Utseende och läte
Bismarckvisslaren är en färgglad fågel med guldgul buk, svart bröst, svart hvuud och rent vit strupe. Vingar, rygg och stjärt är olivgröna. Lätet består av ljudliga visslingar som avslutas i en tvåstavig pisksnärt.

## Utbredning och systematik
Bismarckvisslare delas upp i fem underarter:
- P. c. tabarensis – förekommer i Tabaröarna utanför Papua Nya Guinea
- P. c. ottomeyeri – förekommer i Lihiröarna i Bismarckarkipelagen
- P. c. goodsoni – förekommer i Amiralitetsöarna i Bismarckarkipelagen
- P. c. citreogaster – förekommer i Bismarckarkipelagen på New Hanover, New Britain och New Ireland
- P. c. sexualia – förekommer i Mussauöarna i Bismarckarkipelagen

Tidigare betraktades den som en del av guldvisslare (P. pectoralis) och vissa gör det fortfarande. 

## Levnadssätt
Bismarckvisslaren hittas i de flesta miljöer, även i trädgårdar i bebyggelse.

## Status
IUCN erkänner den inte som art, varvid den inte placeras i någon hotkategori.